# 瀬戸信用金庫

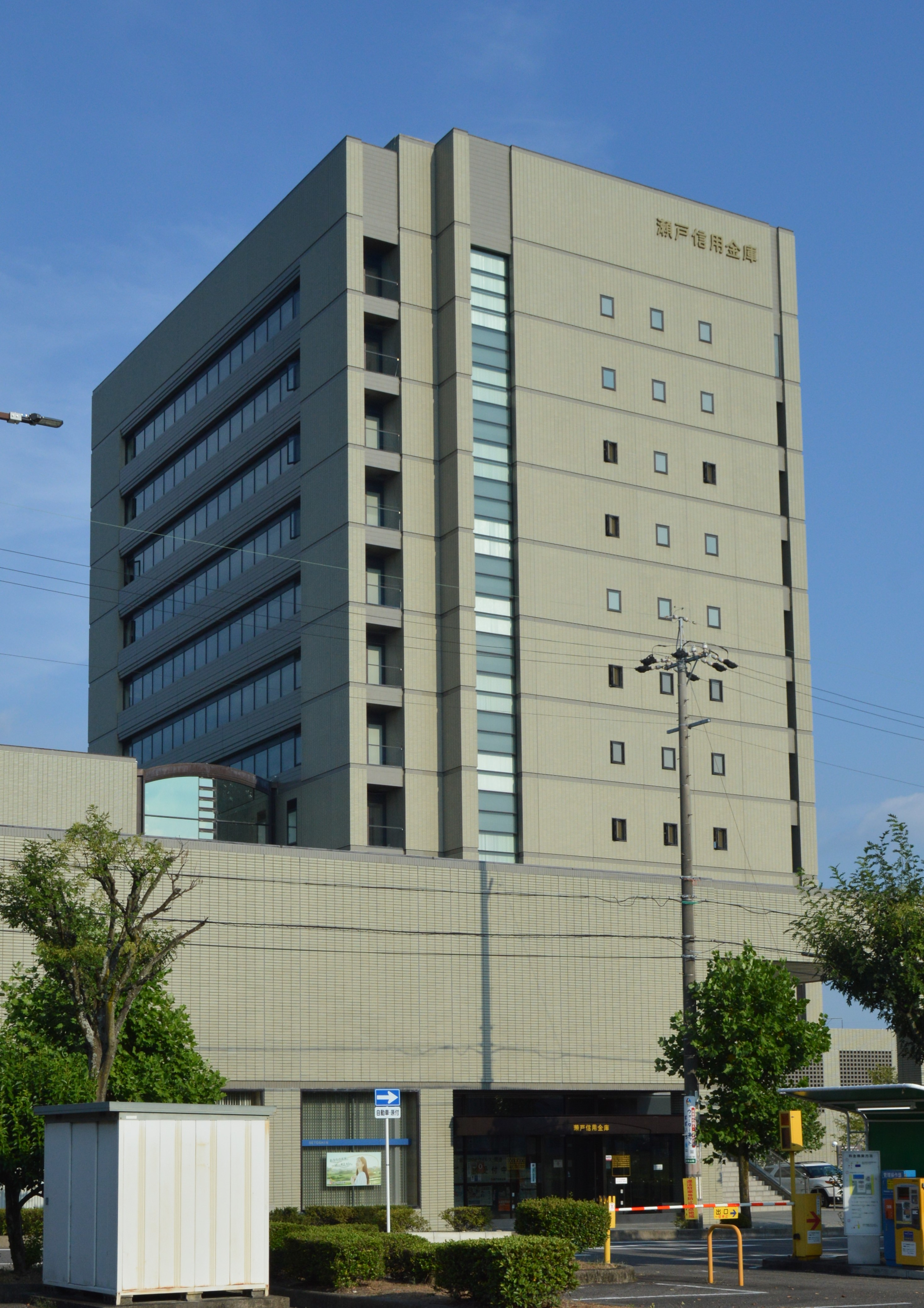
本店

瀬戸信用金庫（せとしんようきんこ）は、愛知県瀬戸市に本店を置く信用金庫である。通称はせとしん。

## 概要
愛知県内の信用金庫において預金残高では岡崎信用金庫、碧海信用金庫に次ぐ規模を有する。瀬戸市の指定金融機関、尾張旭市・長久手市の指定代理金融機関を務める。

## 沿革
- 1942年（昭和17年）11月 - 東部・南部・北部・今村・赤津の5つの信用組合が合併し「瀬戸市信用組合」を創立[注釈 1]。
- 1951年（昭和26年）10月 - 信用金庫法に基づいて瀬戸信用金庫に組織変更。
- 1955年（昭和30年）6月 - 瀬戸市栄町36番地に本店を新築。
- 1963年（昭和38年）6月 - 日本銀行と当座勘定取引を開始。
- 1992年（平成4年）11月 - 現本店を新築して移転。旧本店は栄町支店として存続。

## 営業地区
店舗設置地区は太字表記。

### 愛知県
愛知県内の信用金庫で唯一、名古屋市全16区に支店を置いている。
瀬戸市・名古屋市（16区全区）・春日井市・小牧市・尾張旭市・豊田市・犬山市・豊明市・稲沢市・岩倉市・一宮市・江南市・東海市・大府市・知立市・刈谷市・岡崎市・安城市・日進市・知多市・愛西市・清須市・北名古屋市・弥富市・あま市・みよし市・長久手市・津島市・半田市・常滑市・愛知郡東郷町・西春日井郡豊山町・丹羽郡大口町・扶桑町・海部郡蟹江町・大治町・飛島村・知多郡東浦町・阿久比町

### 岐阜県
多治見市・土岐市・可児市

## 特徴のあるサービス
瀬戸市、名古屋市、春日井市、尾張旭市、長久手市の一部店舗は、休日ローン相談会を開催している。
生体認証機能付ICキャッシュカードを取り扱っている。いわゆる「手のひら認証」方式である。